# Karîșkiv, Bar
Karîșkiv (în ucraineană Каришків) este localitatea de reședință a comunei Karîșkiv din raionul Bar, regiunea Vinnița, Ucraina.

## Demografie
Componența lingvistică a localității Karîșkiv
     Ucraineană (99,02%)
     Alte limbi (0,98%)
Conform recensământului din 2001, majoritatea populației localității Karîșkiv era vorbitoare de ucraineană (99,02%), existând în minoritate și vorbitori de alte limbi.